# Olga Kaliturina
Olga Kaliturina (ros. Ольга Викторовна Калитурина; ur. 9 marca 1976) – rosyjska lekkoatletka specjalizująca się w skoku wzwyż.

## Sukcesy sportowe
Wielokrotna medalistka mistrzostw Rosji, m.in.:
- mistrzyni Rosji w skoku wzwyż – 1997[1]
- dwukrotna wicemistrzyni Rosji w skoku wzwyż – 2002[2], 2004[3]
- brązowa medalistka mistrzostw Rosji w skoku wzwyż – 2003[4]
- srebrna medalistka halowych mistrzostw Rosji w skoku wzwyż – 2000
- brązowa medalistka halowych mistrzostw Rosji w skoku wzwyż – 2002[5]

| Rok  | Miasto    | Zawody                              | Konkurencja | Wynik         |
| ---- | --------- | ----------------------------------- | ----------- | ------------- |
| 1994 | Lizbona   | Mistrzostwa świata juniorów         | skok wzwyż  | złoty medal   |
| 1997 | Ateny     | Mistrzostwa świata                  | skok wzwyż  | srebrny medal |
| 1997 | Fukuoka   | Finał Grand Prix IAAF               | skok wzwyż  | 7. miejsce    |
| 2000 | Gandawa   | Halowe mistrzostwa Europy           | skok wzwyż  | brązowy medal |
| 2002 | Monachium | Mistrzostwa Europy                  | skok wzwyż  | brązowy medal |
| 2003 | Katania   | Światowe wojskowe igrzyska sportowe | skok wzwyż  | srebrny medal |
| 2003 | Paryż     | Mistrzostwa świata                  | skok wzwyż  | 11. miejsce   |

## Rekordy życiowe
- skok wzwyż – 1,98 – Moskwa 07/08/2004
- skok wzwyż (hala) – 1,97 – Sztokholm 06/02/2002